# 토마스와 친구들 - 극장판 3
《토마스와 친구들 - 극장판 3》(영어: Thomas & Friends: Misty Island Rescue)은 어린이 텔레비전 시리즈 《토마스와 친구들》을 기반으로 한 2010년 영국의 가족 애니메이션 영화다.

## 등장인물
- 지진희 - 나레이션(한국어 목소리) 역
- 마이클 브랜든 - 나레이션(영어 목소리) 역

## 수상
- 제15회 서울국제만화애니메이션페스티벌 경쟁 - 장편(그렉 티어넌)